# ブレア・ラビット

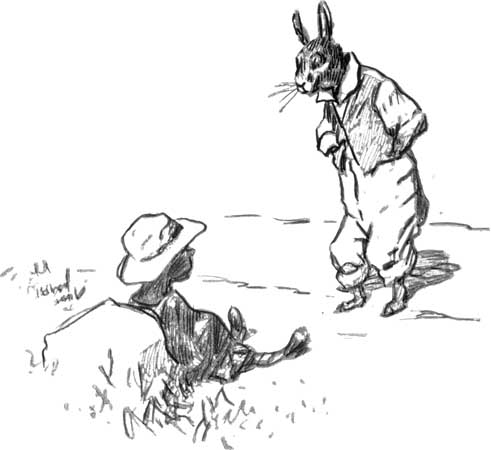
E・W・ケンブルによる1904年の原作の挿絵

ブレア・ラビット（Br'er Rabbit）は、ジョーエル・チャンドラー・ハリスの作品『リーマスおじさん（Uncle Remus）』シリーズに登場する架空のウサギ。また、その作品を原作としたディズニー映画『南部の唄』に登場するディズニーキャラクターである。名前のブレア（br'er）はブラザー（brother）の南部訛りである。

## ディズニーにおけるブレア・ラビット
擬人化されている。『南部の唄』のアニメーションパートにおける実質的な主人公。日本では「スプラッシュ・マウンテン」での呼称に従い、うさぎどんと呼ばれることもある。なお、「スプラッシュ・マウンテン」内の彼の家の前の看板では「Brer Rabbit」と綴られているが、誤りではない。

### 南部の唄
日本語吹き替え版での呼称は旧吹き替え版ではうさぎどん、新吹き替え版ではうさぎくん。茨の茂みの家に住む頭の回転が速く、明るく陽気なウサギで、トラブルばかりの家から出て行く先でブレア・フォックスに捕まり食べられそうになる。(家出の時以外にも、ただ散歩しているだけの時に捕まったことがある)。しかし、いつも知恵を働かせて間一髪で逃げ出している。旧吹き替え版でのブレア・ラビトの歌唱シーンは日本語吹き替えとなっているが、他のキャラクターの歌唱シーンは全て原語版のまま（下部に訳詞の字幕が入る）なので、複数のキャラクターによる歌唱シーンではブレア・ラビットのパートだけが急に日本語になる。

### スプラッシュ・マウンテン
東京ディズニーランドでの呼称はうさぎどん（ブレア・フォックスからはうさ公と呼ばれる）で、声は旧吹き替え版の江原正士が担当。映画では「笑いの国」の話はブレア・フォックスとブレア・ベアから逃げるためのその場しのぎの嘘だが、アトラクションでは「『笑いの国』を目指している」という設定に変更されている。